# Issoire
Issoire er en by og kommune i Puy-de-Dôme departementet i Auvergne-Rhône-Alpes i den centrale Frankrig.

## Venskabsbyer
- Neumarkt in der Oberpfalz, Tyskland, siden 1971.